# Robert O’Hara Burke

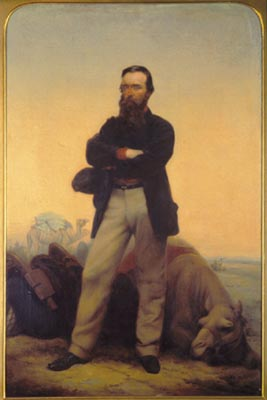
Robert O’Hara Burke

Robert O’Hara Burke (* 1821 in St. Clerans, County Galway, Irland; † 30. Juni 1861 am Cooper Creek, South Australia) war Polizist in Melbourne. Er war der Führer der ersten Süd-Nord-Durchquerung Australiens von Melbourne zum Golf von Carpentaria durch Europäer 1860/61. 

## Leben
Burke war Offizier in der österreichischen Kavallerie, diente anschließend bei der irischen Polizei und wanderte 1853 nach Australien aus. Dort wurde er Polizeikommissar in Melbourne, das zu dieser Zeit durch Goldfunde reich geworden war und rasch anwuchs. 
Nachdem Augustus Gregory im Jahr 1858 das Innere Australiens erforscht hatte, wurde in Melbourne ein Komitee gebildet, um eine Expedition zur Durchquerung des Kontinents vorzubereiten. Gregory sollte der Expeditionsleiter werden, lehnte jedoch ab. Daraufhin suchte das Komitee per Zeitungsanzeige einen Expeditionsleiter. Unter fünfzehn Bewerbern wurde Burke ausgewählt, der zwar über keinerlei Expeditionserfahrung verfügte, aber durch seine charmante und extravagante Art das Komitee offenbar von sich überzeugen konnte. 
Die Expedition verließ Melbourne am 20. August mit insgesamt 19 Teilnehmern, 27 australischen Kamelen und 23 Pferden. Bereits im März war in Adelaide John McDouall Stuart aufgebrochen, um als erster die Nordküste zu erreichen. Aus politischen Gründen wurde die Durchquerung Australiens zum Wettlauf zwischen den Staaten South Australia und Victoria. Beide Kolonien wollten einen Hafen an der Nordküste, um mit Asien handeln zu können und sie wollten eine Telegrafenleitung direkt zu ihren Hauptstädten, was ihnen großen Einfluss versprochen hätte. 
Schon in der Anfangsphase kam es zu Differenzen im Expeditionsteam, so dass Burkes Stellvertreter, George James Landells, kündigte und nach Melbourne zurückkehrte, wodurch William John Wills stellvertretender Expeditionsleiter wurde. Im Oktober erreichten sie Menindee, eine kleine Siedlung am Darling River. Der australische Hochsommer stand unmittelbar bevor, und das Team war unschlüssig, ob es weiter ziehen sollte. Burke teilte die Truppe in zwei Teile und ging mit wenigen Männern voraus. Neben Wills waren dies Charlie Gray, John King, William Brahe und der im Busch erfahrene William Wright. Sie zogen über die Ebene von Broken Hill und vorbei am Aborigine-Heiligtum Mootwingee. 
Am 29. Oktober schickte Burke Wright zurück nach Menindee, um den Rest des Teams zu holen. Burke und seine Männer erreichten am 11. November den Cooper Creek, wo sie ein Lager aufschlugen und auf Wright warteten. Als sie nach über einem Monat noch immer kein Lebenszeichen von ihm erhalten hatten, zogen Burke, Wills, King und Gray am 16. Dezember weiter nordwärts. Brahe blieb im Lager, um auf Wright zu warten.
Nach einem langen und beschwerlichen Fußmarsch erreichten sie am 10. Februar einen Fluss, den Flinders River, dessen Wasser salzig schmeckte. Dies nutzten sie als Indiz dafür, dass sie sich in der Nähe von dessen Mündung in den Carpentaria Golf befanden. Damit hatten sie ihr Ziel erreicht – als erste, denn Stuart, Burkes Rivale, hatte aufgeben müssen.
Die Mangrovensümpfe entlang der Küste verhinderten jedoch, dass sie das Meer zu Gesicht bekamen. Daher traten sie am 12. Februar den Rückweg an. 
Der Rückweg war noch beschwerlicher als der Hinweg. Sie mussten ihr Pferd und vier ihrer Kamele schlachten. Am 17. April starb einer der Männer, Charlie Gray. Vier Tage später erreichten sie ihr Lager am Cooper Creek. Dort entdeckten sie, dass der Feuerplatz, den die andere Gruppe nutzte, noch warm war. Sie musste also an diesem Tag erst gegangen sein. Eine Nachricht von Brahe, eingeritzt in einen Baum, gab den Hinweis, dass Wright nie auftauchte und Brahe mit seiner Gruppe den Lagerplatz nach so langer Zeit verlassen hatte, um südwärts zu ziehen.

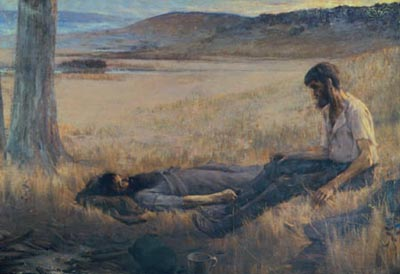
Künstlerische Darstellung von Burkes Tod.

Da sie die andere Gruppe nie eingeholt hätten (sie waren nach tausenden Kilometern quer durch die Wüste bei weitem langsamer als die anderen), beschlossen Burke, Wills und King dem Cooper Creek nach Südwesten zur 240 Kilometer entfernten Polizeistation Mount Hopeless zu folgen. Der Weg wurde zum Todesmarsch. Am 29. Juni mussten King und Burke den im Sterben liegenden Wills zurücklassen, um Hilfe zu holen. Unterwegs brach Burke zusammen und starb unter Hunger und Hitze wahrscheinlich früh am nächsten Morgen. King kehrte daraufhin zu Wills zurück und fand ihn ebenfalls tot. King selbst wurde von Aborigines gerettet und am 15. September am Cooper Creek von einer Rettungsmannschaft unter Alfred William Howitt aus Melbourne entdeckt.